# Ida Nowakowska
Ida Victoria Nowakowska-Herndon (1990. december 7.–) lengyel színésznő, táncos és műsorvezető.

## Élete
Ida New Yorkban tanult előadóművészeti iskolában, valamint a Steps on Broadway nevű iskolában. Fellépett már a Metropolitan Operában. 2007-ben részt vett a You Can Dance lengyel változatának első évadában, amelyben a legjobb tíz között végzett. Később, 2016-ban zsűritagként tért vissza a műsorba.

## Karrierje
2019-ben a Dance, Dance, Dance című táncos műsornak volt az egyik zsűritagja, valamint a Junior Bake Off műsorvezetője.
2019. augusztus 22-én vált hivatalossá, hogy Roksana Węgiel és Aleksander Sikora mellett ő is házigazdája a 2019-es Junior Eurovíziós Dalfesztiválnak, melyet november 24-én rendeznek Gliwicében.
2020-ban Tomasz Kammellel és Jan Dąbrowskival közösen fogják vezetni a lengyel The Voice gyerekváltozatának harmadik évadát, ugyanebben az évben pedig a Virtuózok komolyzenei tehetségkutató egyik műsorvezetője is ő volt.
A 2020-as Junior Eurovíziós Dalfesztiválnak is ő volt az egyik házigazdája Małgorzata Tomaszewska és Rafał Brzozowski mellett, melyet november 29-én rendeztek – többségében online keretek között – Varsóban.
2021-ben, 2022-ben és 2023-ban ő hirdette ki a lengyel szakmai zsűri pontjait az Eurovíziós Dalfesztiválon.
A magyar alapítású Virtuózok klasszikus zenei tehetségkutató nemzetközi adásainak házigazdája 2020 óta minden évben.

## Közreműködések
- Bastard (1997)
- A megmentő (2004, Irena Morawska)
- Öngyilkosok szobája (2011, Weronika)